# Charles Gide
Charles Gide (pronunciación en francés: /ʒid/ ; 1847–1932) fue un economista e historiador francés del pensamiento económico.  Fue profesor en la Universidad de Burdeos, en Montpellier, en la Universidad de París y finalmente en el Collège de France.  Su sobrino fue el autor André Gide . 

## Trabajo académico
Iniciador de la Revue d'économie politique durante 1887, Gide fue un defensor de la escuela histórica francesa de economía.  
Gide fue uno de los pocos patrocinadores de Léon Walras, ya que compartieron una filosofía social, activismo social y desde por la economía "al estilo de Manchester" de los periodistas .

## Activismo social
A principios de la década de 1880, Gide trabajó con Édouard de Boyve, iniciador de la cooperativa Abeille Nîmoise durante 1884, y con el antiguo fabricante Auguste Marie Fabre.  Estos tres hombres iniciaron la filosofía cooperativa francesa que se conoció como École de Nîmes.  La Sociétés Coopératives de Consommation de France tuvo su primer congreso nacional en París el 27 de julio de 1885.   La revista l'Émancipation se inició en esta reunión y se publicó por primera vez el 15 de noviembre de 1886 en Nîmes.  Gide, de Boyve y Fabre contribuyeron a la revista.
Gide participó activamente en el movimiento social protestante, al igual que otros miembros del Musée social, como Jules Siegfried (1837–1922), Édouard Gruner (1849–1933), Henri Monod (1843–1911) y Pierre-Paul Guieysse (1841–1914). Como un socialista cristiano protestante, Gide se involucró con la política progresista en Francia, respaldando la filosofía de la Universidad Popular después del Asunto Dreyfus .  Promovió el establecimiento de una Escuela de Estudios Sociales Avanzados (École supérieure de sciences sociales) (1899).  Además, se desempeñó entre los primeros profesores de la École supérieure de journalisme de Paris.  Junto con la Escuela de Estudios Sociales, se consolidó en 1899 como una de las tres grandes escuelas desarrolladas por el Colegio Libre de Ciencias Sociales que se inició en 1895. 
Gide respaldó la Union pour la Verite (Liga para la Verdad) creada por el filósofo Paul Desjardins en 1892 para promover la causa del oficial del ejército judío Alfred Dreyfus durante el escándalo político que lo involucró.  Gide también estaba interesado en proyectos de reforma, como Alliance d'Hygiène Sociale (Alianza de Higiene Social, creada en 1905), e informó sobre la exposición de la economía social en la Exposición Universal de París de 1900.
Gide fue un campeón de la filosofía cooperativa , incluidas las cooperativas agrícolas y de consumidores , durante el primer tercio del siglo XX.  Su libro, Consumers 'Co-operative Societies , que se publicó por primera vez en francés en 1904, y en inglés en 1921, es un clásico de la economía cooperativa , según la tradición del federalismo cooperativo.  

## Trabajos
- Charles Gide - Écrits 1869–1886 ( Charles Gide - Writings 1869–1886 ), Editions Harmattan / Comité para la edición de las obras de Charles Gide, París (1999)
- Principes d'economie politique , (1883) ISBN 978-1-4123-5251-2
- Économie sociale. Les institutions du progrès social au début du XXe siècle. París, Larose, 1905.
- Charles Gide, "Economic Literature in France at the Beginning of the Twentieth Century", The Economic Journal, Vol. 17, No. 66 (Jun., 1907), pp. 192–212.
- Coopération et économie sociale 1886–1904 (1905).Patrice Devillers. éd. L’Harmattan v. 4 (2001)
- Cours d'economie politique (1909); París, Librairie de la Société du Recueil Sirey, 5e édition, refondue et augmentée (1919) Edición en Línea. Marcelle Bergeron, École polyvalente Dominique-Racine de Chicoutimi, Province de Québec.
- Les Societes Cooperatives de Consomption, (1904); traducido al inglés como Consumers' Co-operative Societies (1921).
- A History of Economic Doctrines from the Time of the Physiocrats to the Present Day, con Charles Rist; tr. R. Richards. London, George P. Harrap (1915).
- Les Colonies Communistes et Co-Operatives (1930).